# Ulithijski jezik
Ulithijski jezik (ISO 639-3: uli), austronezijski jezik uže mikronezijske skupine, kojim govori oko 3 000 ljudi (1987 UBS) u Mikroneziji na otocima Ulithi, Ngulu, Sorol i Fais, Federalne Države Mikronezije. 
Poluslužbeni jezik. S još 12 jezika pripada tručkoj podskupini. Piše se latinicom.

## Vanjske poveznice
- Ethnologue (14th)
- Ethnologue (15th)